# The Legend of Zelda: Skyward Sword
The Legend of Zelda: Skyward Sword (ゼルダの伝説 スカイウォードソード, Zeruda no densetsu: Sukaiwōdo sōdo, litt. « La légende de Zelda : l'épée vers le ciel ») est un jeu vidéo d'action-aventure développé par Nintendo EAD et édité par Nintendo pour la Wii. Il s'agit du seizième opus de la série The Legend of Zelda. Annoncé par Shigeru Miyamoto lors d'une conférence privée pendant le salon E3 2009, le jeu est sorti le 18 novembre 2011 en Europe, le 20 novembre 2011 en Amérique du Nord et le 23 novembre 2011 au Japon.
Le 1er septembre 2016, le jeu est disponible sur le Nintendo eShop de la Wii U. Une remastérisation intitulée The Legend of Zelda: Skyward Sword HD sort sur Nintendo Switch le 16 juillet 2021, proposant quelques améliorations graphiques, de contenus et de gameplay. Un amiibo est proposé à la vente lors de sa sortie.
Le jeu constitue un franc succès critique et commercial, avec d'excellentes revues et 3,67 millions de copies vendues en décembre 2020, ce qui est cependant moindre que le nombre de copies écoulées pour son prédécesseur sur Wii, The Legend of Zelda: Twilight Princess.

## Trame

### Univers
Tout au long de l'aventure, deux univers s'alternent. 
Celui au-dessus des nuages où se trouve Célesbourg, le village natal de Link où il est élève dans une école de chevalerie. Il s'y trouve aussi une flopée de petites îles, à la manière de The Legend of Zelda: The Wind Waker. Dans le ciel, il existe un nuage appelé Cumulonimbus où se trouve l'île aux Chants, importante pour la suite de l'aventure.
L'univers en dessous des nuages comprend trois zones : la forêt de Firone (il y a aussi le vallon du sceau), le volcan d'Ordinn et le désert de Lanelle. Link doit retourner dans toutes les zones plusieurs fois avec des objets spécifiques comme l'écaille du dragon d'eau, les boucles ignifuges ou encore le grappin. Il doit se rendre dans ces trois contrées pour rencontrer les trois dragons Lanelle, Ordinn et Firone afin de compléter le Chant du Héros.
Pour pouvoir alterner entre ces univers, Link utilise comme monture un célestrier vermeil, race rare des célestriers, doté donc d'une couleur rouge.
Tout à la fin de l'aventure, Link aura la possibilité de franchir la Porte du Temps. Cette porte sépare l'époque actuelle du passé. Elle permet dans ce jeu de se retrouver à l'époque de la bataille entre la Déesse Hylia et l'Avatar du Néant. Elle se trouve dans le Temple du Sceau (anciennement Temple du Temps et de la déesse Hylia). La porte du temps est activée par l'éclat céleste que produit l'épée de l'Élu.

### Personnages
Zelda : sous les traits de la réincarnation de la Déesse Hylia. Elle doit retrouver les souvenirs de sa vie antérieure et comprendre son rôle dans les différentes sources de la Terre. Elle est aidée de Impa, sa fidèle servante, qui réapparaîtra dans les autres jeux, tels que Hyrule Warrior ou dans Breath of the Wild en tant  que cheffe du village Cocorico. Zelda éprouve des sentiments pour Link, même si on ne sait pas s'ils sont partagés.
Link : il est élève dans l'école de chevalerie de Celesbourg, où il connaîtra de nombreux rivaux. Par la suite, il se révélera être l'élu de la Déesse Hylia, ce qui lui vaudra d'un coup plus de valeur aux yeux d'Hergo, son ennemi juré. Zelda et Link sont amis depuis l'enfance dans ce jeu. Link aura comme quête principale de retrouver Zelda dans les différentes régions sur la Terre, par amour et fidelité à la jeune fille.
Célestin : c'est un camarade d'école de Link qui est sensible, naïf et vulnérable. Link, avec quelques quêtes annexes va lui apporter de l'Endurol (Potion pour l'endurance) pour qu'il puisse augmenter sa force physique. Si vous choisissez de faire la Quête des "Cristaux de Gratitude", Célestin apparaîtra dans une de ces diverses Quêtes ( voir ci dessus: quête annexe, don de l'Endurol).
Hergo : élève de l'école de chevalerie, de grande taille, musclé avec une houppette rouge disgracieuse (cf Ghirahim à̱ la fin du jeu) et 2 acolytes soumis à ses côtés, Orbo et Latruche, présent dans les quêtes annexes la lettre d'amour et l'île aux insectes. Hergo déteste Link et n'hésite pas à lui faire des sales coups. Depuis le début du jeu, il y a une rivalité entre eux deux car ils éprouvent tous deux des sentiments pour Zelda, qui hait profondément ce personnage. Mais Hergo n'est pas aussi méchant qu'il en a l'air, puisque dans la seconde partie du jeu, il va, par la force des choses, se lier d'amitié avec Link, et même lui prêter main-forte à deux reprises( même si on le soupçonne de faire ça pour s'attirer les louanges de Zelda).. Hergo va veiller sur Impa dans le temple du sceau à l'époque actuelle, jusqu'au jour où cette dernière mourra.
Orbo : élève de l'école de chevalerie, ami soumis d'Hergo, Orbo est méchant et manipulateur. Il va grâce à une quête annexe, une Quête des Cristaux de Gratitude, celle de confier à Link une lettre pour Grida,la seule chevalière de classe supérieure, où il lui avoue ses sentiments.
Latruche : élève très discret de l'école de chevalerie, il est le meilleur ami d'Orbo et d'Hergo. Il est passionné par les insectes. De nuit, Link pourra lui vendre ceux qu'il possède contre des rubis.
Kiko : élève de l'école de chevalerie, Kiko est talentueux, impliqué et responsable. Il fait souvent la morale aux autres élèves pour montrer l'exemple. Il est amoureux de Grida, qui partage ses sentiments.
Grida : seule fille de l'école qui est en classe supérieure, elle possède un grand caractère et ne se laisse pas faire. Elle est amoureuse de Kiko, ce qu'on devine au début du jeu et découvre dans la quête annexe : la Lettre d'amour.
Fay : esprit de la Déesse Hylia, créé dans le but de guider l'élu vers sa destinée. Elle accompagnera Link tout le long de son aventure, ce qui l'émouvera profondément au point de lui faire ressentir une émotion singulière : la joie.
DL-301 R Récupix : Ancien modèle d'androïde donné à Dorco par son grand-père. Récupix peut voler et transporter des objets lourds en traversant les nuages. Il aidera Link pour quelques quêtes tout en le méprisant, jaloux de l'"amitié" que lui voue Fay, son amour secret.
Firone : dragon d'eau serviteur de la déesse. Elle possède une partie du chant du héros. Elle a pour réputation d'avoir un gros appétit.
Ordinn : dragon de feu serviteur de la déesse. Il sait beaucoup de choses et peut vous transmettre son savoir. Malheureusement, son pouvoir est si puissant qu'il déclenchera une énorme éruption du volcan d'Ordinn, durant laquelle les Bokoblins (monstre humanoïdes) en profiteront pour faire un retournement de pouvoir et déclencher une situation délicate où Link n'aura plus aucune armes, volées pas ces créatures.
Lanelle : dragon de foudre serviteur de la déesse. Il est assez vieux, voire malade, et il vous faudra lui redonner vie à un moment du jeu.
Le Banni : bête immense scellée au fond du Vallon du Sceau. Elle est l'incarnation du mal. Ce monstre est la forme animale de l'Avatar du Néant.
Avatar du Néant : forme humaine du Banni, c'est le boss final du jeu. C'est lui qui est à l'origine de la guerre relatée dans la légende de la Déesse Hylia. Il est le maître de tous les démons de la terre, qu'ils veut venger en assassinant Link de sang froid.
Ghirahim : il est le serviteur de l'Avatar du Néant. C'est lui qui a enlevé Zelda dans le but de faire revenir son maître à la vie. Imbu de sa personne, il s'est autoproclamé Monarque Démoniaque. Il est l'exact opposé de Fay. Il est également très vaniteux.
Impa : servante de la Déesse Hylia, cette femme a pour mission de protéger Zelda le temps que Link éveille l'âme du héros qui sommeille en lui. Dans beaucoup de jeux The Legend of Zelda, elle sera une alliée fidèle et précieuse.

### Histoire
Skyward Sword se déroule longtemps avant Ocarina of Time,.
La légende raconte qu'une déesse éleva une partie des terres vers les cieux ainsi que les humains afin de les protéger des ténèbres. Link vit sur cette île volante du nom de Célesbourg. Après une cérémonie visant à poursuivre ses études pour devenir chevalier, son amie d'enfance, Zelda, est emportée par une tornade. Link, peu de temps après, fait la découverte d'une épée mystérieuse, la Skyward Sword. Il comprend dès lors que celle-ci est habitée par un esprit féminin. Cet esprit nommé Fay a été envoyé par la Déesse pour guider l'Élu dans sa mission. Apprenant l'existence d'un monde en dessous de l'île, Link part à sa découverte. Il y découvre un monde d'une grande beauté, mais teinté par la présence des Ténèbres, un monde où il doit retrouver Zelda.
Un des principaux antagonistes du jeu se nomme Ghirahim, ou le Monarque Démoniaque. Tout au long de l'aventure, il n'aura de cesse de provoquer des combats (les boss de divers donjons) ou même de se battre pour ralentir Link et ainsi gagner du temps afin de localiser Zelda. C'est un démon, et tout comme Fay, l'esprit d'une épée qui a pour maître le seigneur démoniaque, l'Avatar du Néant. Ghirahim aspire à libérer son maître de la prison qui le retient depuis des siècles. L'Avatar du Néant a été autrefois combattu et enfermé par la déesse. Il parvient tout de même à briser le sceau à plusieurs reprises, apparaissant sous la forme d'un monstre hideux, le « Banni », que Link doit combattre et sceller à nouveau.
Cet épisode permet de conter l'origine de plusieurs icônes importantes de la série. À commencer par la création de l'Épée de Légende, appelée également la Master Sword, qui est un des éléments au cœur de la série. Beaucoup de détails des précédents jeux sont également approfondis dans cet opus concernant la Triforce. Enfin, on apprend l'existence d'une quatrième déesse, même si elle est apparue bien après les trois autres, qui a longtemps été soupçonnée d'exister dans la série : Hylia (dont Zelda est la réincarnation). De nombreuses théories établissent une similitude entre elle et la déesse du temps.
Link finit par vaincre définitivement Ghirahim, qui libère son maître, l'Avatar du Néant, aussi appelé Maître du Mal. Celui-ci rend à Ghirahim sa vraie forme, celle d'une épée démoniaque pour obtenir sa force. Link l'affronte dans les limbes, et le tue. Mais l'Avatar du Néant (ancêtre de Ganon) lance une malédiction sur les descendants de Link et Zelda, promettant que l'incarnation de sa haine les poursuivra pour l'éternité. Et il semble évident que Ganon n'est autre que le résultat de cette réincarnation, même si une rumeur lancée dans The Legend of Zelda: Breath of the Wild, dit que Ganon, ou Ganondorf est le fils du Maître du Mal.[réf. nécessaire]

## Système de jeu
Le jeu nécessite l'utilisation du Wii MotionPlus. Grâce à ce dernier, les mouvements de la Wiimote sont retranscrits à l'identique par l'épée de Link dans le jeu, ce qui a ravi les fans, auparavant déçus par le système de jeu à la Wiimote de The Legend of Zelda: Twilight Princess où il suffisait d'agiter la Wiimote. C'est une évolution majeure dans le système des combats de la série qui n'avaient pas connu de changements depuis The Legend of Zelda: Ocarina of Time.
La monnaie est représentée comme d'habitude par des rubis : les verts donnent 1 rubis, les bleus 5 rubis, les rouges 20 rubis, ceux en argent 100 rubis et ceux en or 300 rubis. Les rubis jaunes, quant à eux, qui donnaient 10 rubis ne font pas partie de cet opus.

## Développement
Selon un numéro du magazine américain Game Informer, le développement du jeu aurait commencé en 2007. En avril 2008, Shigeru Miyamoto a annoncé que la Zelda Team est reformée une nouvelle fois pour travailler sur de nouveaux jeux et a précisé à l'E3 2008 qu'une équipe de développement était en train de travailler sur un nouvel opus de la série The Legend of Zelda pour la Wii. De plus, le numéro de novembre 2008 du Magazine Officiel Nintendo anglophone indique que des informations seront données sur le jeu en 2009.
Lors de l'E3 2009, Shigeru Miyamoto annonce lors d'une conférence privée quelques informations sur le jeu. On apprend qu'il sera présenté en 2010 et qu'il devrait utiliser le Wii MotionPlus. Un artwork est par la suite diffusé par Nintendo.

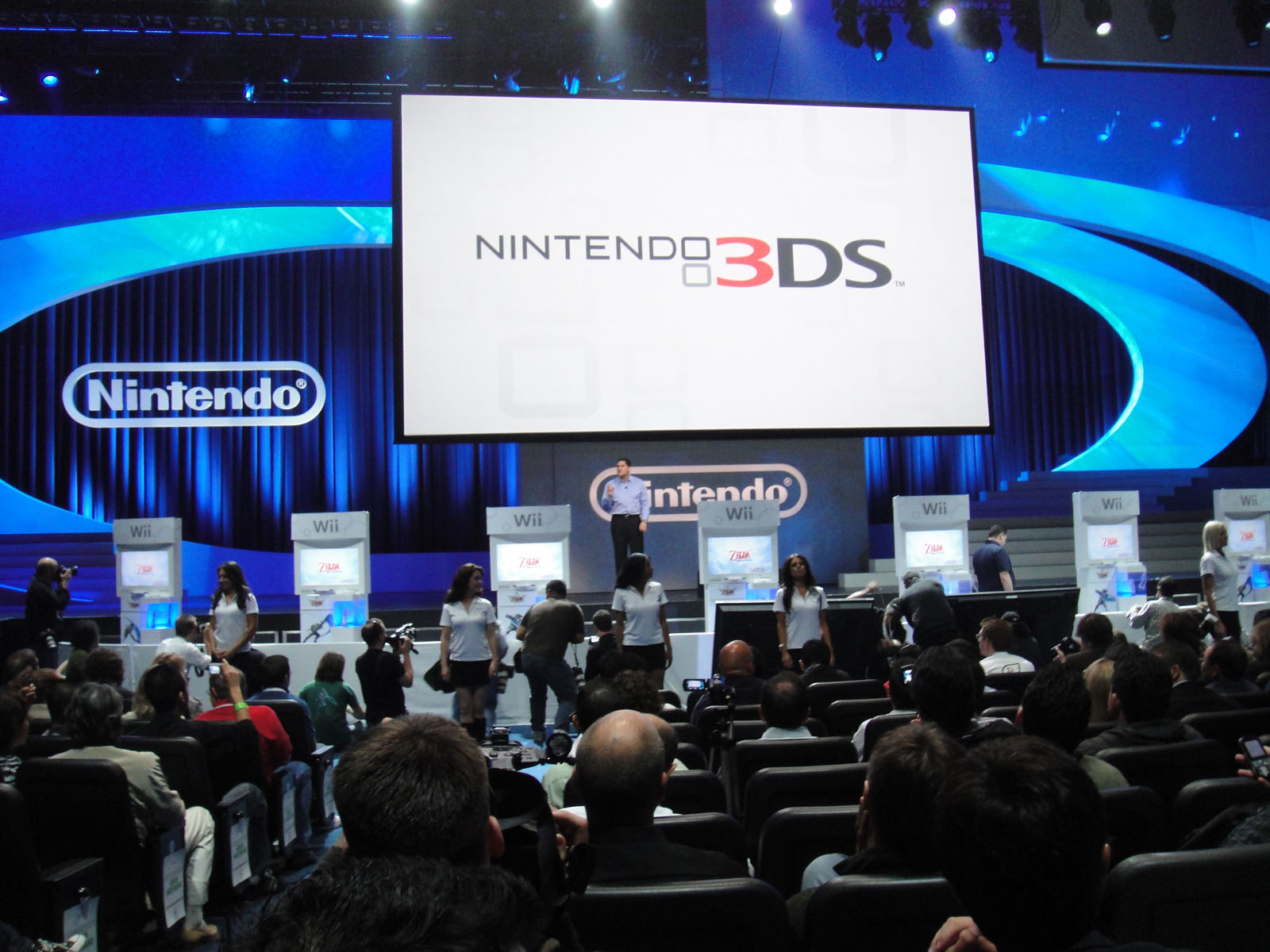
Jeu présenté lors de l'E3 2010.

Le 6 janvier 2010, le président de Nintendo Satoru Iwata indique que le jeu est prévu pour être disponible d'ici la fin de l'année 2010 et quelques jours après, le 3 février, il confirme que le jeu sera présenté lors de l'E3 2010.
Le producteur du jeu Eiji Aonuma a confirmé que le jeu sera obligatoirement jouable au Wii MotionPlus lors d'une interview dans le numéro de février 2010 du magazine japonais Famitsu. Selon lui, le contrôle de l'épée sera « naturel comme si la manette du joueur et l'épée de Link ne faisaient qu'un ». Aonuma a aussi parlé d'une nouvelle mécanique de jeu, différente des opus précédents. Il souhaite que le jeu soit à un stade jouable afin d'en faire la présentation lors de l'E3.
Comme prévu, le jeu est présenté dès le début de la conférence Nintendo lors de l'E3 2010 sous le nom de The Legend of Zelda: Skyward Sword. Une bande-annonce est diffusée et une présentation du gameplay au Wii MotionPlus est faite en direct par Shigeru Miyamoto. Ce dernier va par la suite annoncer la sortie du jeu pour 2011.
En décembre 2010, Shigeru Miyamoto donne une interview dans laquelle il déclare que le développement du jeu « est fini à plus de la moitié ». Cette déclaration va inciter la presse à présager un éventuel nouveau report de la date de sortie.

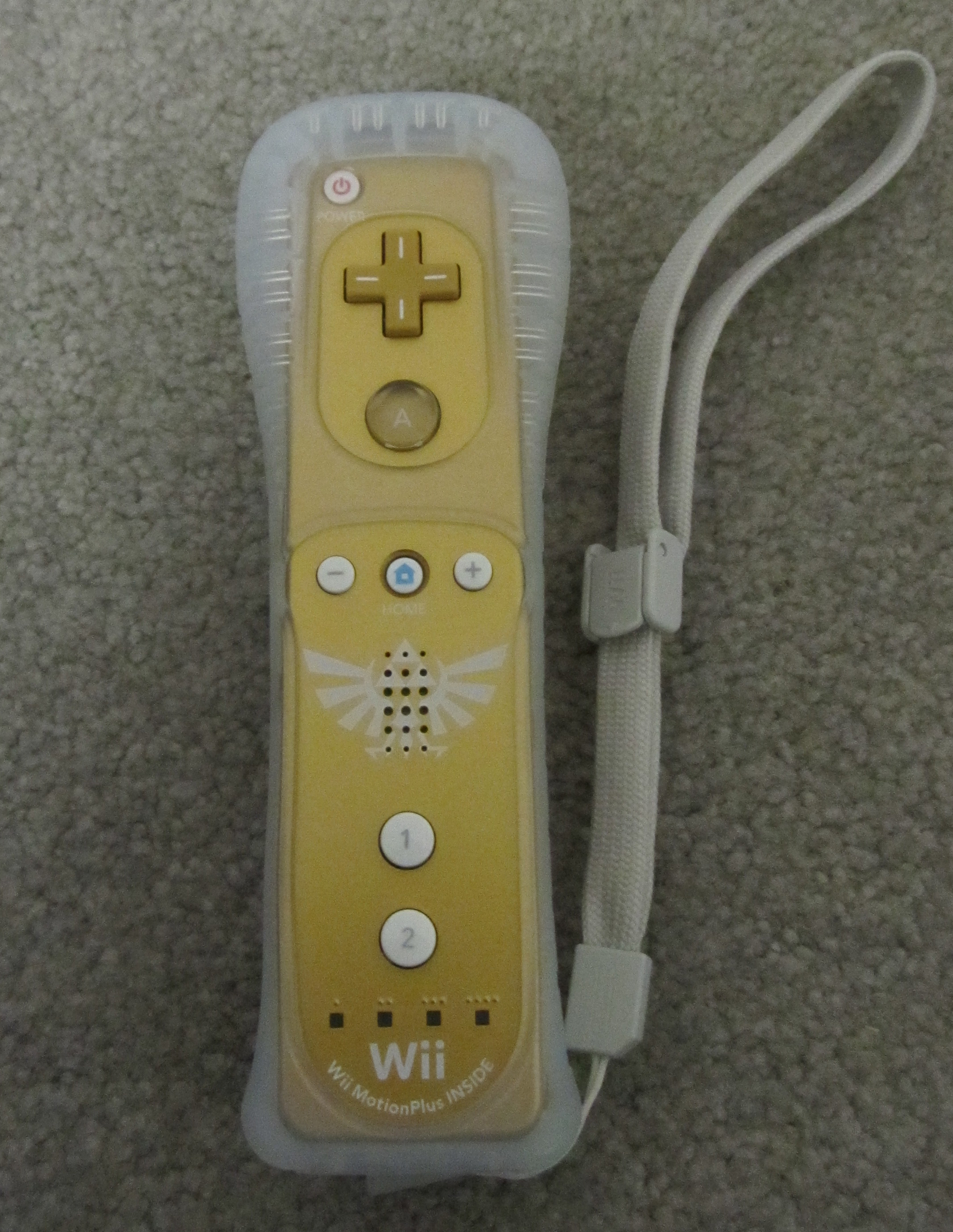
La télécommande Wii Plus dorée ornée du blason Hylien.

Lors de la Game Developers Conference de 2011, plusieurs bandes-annonces sont dévoilées. Lors de l'E3 2011, une nouvelle bande-annonce est montrée aux spectateurs. Lors de la Gamescom 2011 à Cologne, le jeu est annoncé pour le 18 novembre 2011 en Europe. Outre le jeu seul, Nintendo a sorti deux éditions de Skyward Sword à l'occasion des 25 ans de la série : une édition spéciale comprenant le jeu et un CD de musique reprenant les morceaux joués lors du concert des 25 ans de la série The Legend of Zelda 25th Anniversary Symphony, et une édition limitée proposant également une télécommande Wii MotionPlus dorée ornée du blason hylien.
Peu après la sortie du jeu, un glitch majeur a été découvert dans le jeu. A un moment du jeu, le joueur doit aller récupérer trois objets à trois endroits différents du monde, et ce dans n'importe quel ordre. Si le joueur décide d'aller en premier dans la région de Lanelle, le glitch s'active et empêche ainsi le joueur de pouvoir récupérer les deux autres objets. Le joueur ne peut donc plus avancer dans le jeu et se retrouve bloqué,. Afin de résoudre ce problème, Nintendo a sorti un programme téléchargeable directement sur la console. Les joueurs sont alors invités à télécharger une chaîne Wii qui permet de régler ce problème une fois celle-ci lancée depuis le menu Wii. La chaîne agit comme un analyseur de fichiers et détecte le bug de sauvegarde pour le corriger.

## Accueil

### Critique
Les critiques du monde du jeu vidéo ont salué la grande qualité de Skyward Sword. Par exemple, Famitsu lui attribue la note maximale de 40/40. Toutefois, l'épisode est souvent qualifié de mal aimé du fait de ses contrôles,.

### Ventes
Au 14 juillet 2012, les ventes totales du jeu se sont élevées à 3,35 millions d'exemplaires, avec notamment plus de la moitié vendus en Amérique du Nord.
En décembre 2022, la remastérisation Skyward Sword HD a vu s'écouler 4,15 millions d'unités.

## Postérité
La sortie du jeu, coïncidant avec le 25e anniversaire de la franchise, a été pour Nintendo l'occasion d'organiser trois concerts dans le monde ; à Los Angeles, Tokyo et Londres (au HMV Hammersmith Apollo pour ce dernier). Soixante-dix musiciens ont ainsi donné vie aux mélodies composées par Koji Kondo et Hajime Wakai.
Un petit manga d'un chapitre est sorti fin 2011 dans le livre du 25e anniversaire, The Legend of Zelda: Hyrule Historia. Il sert de préquelle au jeu et raconte l'histoire alors que Link est encore un enfant.
Le 17 février 2021, lors d'un Nintendo Direct, est annoncée une version remastérisée en haute définition du jeu sur Nintendo Switch. Cette version du jeu permet notamment la prise en main aux joy-con pour la détection de mouvement mais aussi une alternative avec les boutons et le joystick droit des manettes pour le maniement de l'épée. Cette version sort le 16 juillet 2021.